# Huntington (Vermont)
Pour les articles homonymes, voir Huntington.
Huntington est une ville de l'État américain du Vermont, située dans le comté de Chittenden. Selon le recensement de 2010, sa population est de 1 938 habitants.